# Zálužice (Hartmanice)
Zálužice (německy Audechen) je osada, část města Hartmanice v okrese Klatovy v Plzeňském kraji. Nachází se asi 2,5 kilometru jihovýchodně od Hartmanic. Zálužice leží v katastrálním území Zálužice I o rozloze 0,78 km². V katastrálním území Zálužice I leží i Malý Radkov.

## Historie
První písemná zmínka o vesnici pochází z roku 1545.

## Obyvatelstvo
| Rok            | 1869 | 1880 | 1890 | 1900 | 1910 | 1921 | 1930 | 1950 | 1961 | 1970 | 1980 | 1991 | 2001 | 2011 | 2021 |
| -------------- | ---- | ---- | ---- | ---- | ---- | ---- | ---- | ---- | ---- | ---- | ---- | ---- | ---- | ---- | ---- |
| Počet obyvatel | 61   | 81   | 85   | 60   | 62   | 0    | 48   | 0    | 19   | 25   | 5    | 3    | 2    | 5    | 3    |
| Počet domů     | 8    | 11   | 10   | 10   | 10   | 8    | 10   | 0    | 0    | 4    | 3    | 4    | 4    | 4    | 5    |

## Obecní správa
Při sčítání lidu v letech 1850–1899 Zálužice byly osadou obce Štěpanice v okrese Sušice. V následujícím období byla osada úředně zrušena a jako část města Hartmanice byla obnovena roku 1960 v okrese Klatovy.